# Erőss Zsolt
Erőss Zsolt (Csíkszereda, 1968. március 7. – Kancsendzönga, 2013. május 21. körül) erdélyi születésű székely hegymászó, aki 2002. május 25-én első magyarként mászta meg a Föld legmagasabb hegyét, a Csomolungmát. Magyarország legeredményesebb magashegyi hegymászója; tíz 8000 méter fölötti csúcsot ért el sikeresen, kilencet kiegészítő oxigén nélkül (ebből kettőt műlábbal), amivel a nemzetközi élmezőnybe is bekerült. Mindezek mellett máig az egyetlen magyar, akinek a volt Szovjetunió öt 7000 méter fölötti csúcsának megmászásával sikerült elnyernie a Hópárduc címet.
2013. május 21-én a Kancsendzönga megmászása után a visszaúton eltűnt.

## Pályafutása
A Gyergyói-medencében, Orotván, majd a Gyilkos-tónál nőtt fel. Gyergyószentmiklóson érettségizett. A hegymászást 1981-ben kezdte a Békás-szorosban, majd 1983-tól szervezett keretek között mászott a Gyergyói Vasasban, illetve a Kolozsvári Akarat Egyesületben.
1988-ban családja áttelepült Magyarországra; az állampolgárságot ő 1992-ben kapta meg. Több éven keresztül élt Pilisvörösváron , ezért a településen élők egy csoportja – az általa elért sportteljesítményére és emberi nagyságára való tekintettel – 2013 májusában kezdeményezte számára posztumusz díszpolgári elismerés adományozását.
Első expedíciós hegymászására 1990-ben került sor az Elbruszon (5642 m). A következő években megmászta a Tien-san és a Pamír több csúcsát: az Usbát (4695-4710 m), a Han-Tengrit (6995 m), a Pobedát (7439 m), a Lenin-csúcsot (7134 m), a Korzsenyevszkaját (7106 m) és a Kommunizmus-csúcsot (7495 m). Mivel megmászta a volt Szovjetunió mind az öt 7000 m feletti csúcsát, megkapta a Hópárduc címet.
1996-ban tagja volt az első magyar Mount Everest-expedíciónak, ahol két sikertelen csúcstámadást hajtott végre. Első nyolcezrese a Nanga Parbat (8126 m) volt 1999-ben, amelyet új útvonalon hódított meg. 2002-ben a Csomolungma második csúcstámadása oxigén használatával sikeres lett, ezzel első magyarként elérte a csúcsot. Ettől az évtől csak hegymászásból élt.
2003-ban Kollár Lajossal és Mécs Lászlóval létrehozta a Magyar Himalája-expedíciók sorozatot. Ennek keretében a következő években hat nyolcezrest mászott meg.

### 2010-es balesete és visszatérése
2010. január 2-án balesetet szenvedett a Magas-Tátrában. Két társát biztosította, amikor egy hóerkély leszakadása miatt megcsúsztak. Telefonon értesítették a hegyi mentőket, akik azonban a rossz időjárás miatt nem tudtak helikopterrel értük menni, ezért egy 45 fős gyalogos csapatot küldtek a mentésre. A balesetben mindhárom magyar hegymászó megsérült, az első hírek szerint még egyikük sem maradandóan. Erőss Zsolt mindkét lábát eltörte. Jobb lábát a nyílt, darabos törés várható szövődményei miatt és a korai rehabilitáció lehetősége érdekében január 10-én térd alatt amputálták. Bal bokatörése szövődménymentesen gyógyult. Kollár Lajos úgy nyilatkozott, hogy a műtét Erőss Zsolt további mászókarrierje érdekében is történt, és akár már 2010 őszén újabb nyolcezres csúcsán állhat.
2010 márciusában protézissel újra járni kezdett, júniusban pedig a hegymászáshoz is visszatért. Szeptember végén 7100 m magasra jutott fel a Cso-Oju-expedíció keretében; a lavinaveszély miatt a csúcstámadást nem vállalták. 2011 tavaszán műlábbal jutott fel a Lhoce csúcsára (8516 m). 2012 októberében a MOB környezetvédelmi bizottságának tagja lett.

### 2011 – Lhoce
2011 fontos év volt Erőss Zsolt számára. Ekkor kapta meg közönségszavazattal az „év extrémsportolója” díjat, felesége várandós lett, és az új lábprotézissel ekkor vállalkozott az első komolyabb megpróbáltatásra, a 8516 méteres Lhoce meghódítására. Az expedíción rajta kívül Horváth Tibor, Mécs László és Gál László vett részt. A mászást úgy tervezték, hogy nem fognak használni oxigént az extrém magasságban, nem bérelnek serpákat, és nem vesznek igénybe előre felállított sátrat. Csupán a „jégdoktorok” által díjazás ellenében kiépített utakat és köteleket használták. Ez többlet-igénybevételt jelentett, és nehezítette a mászást. Erőss továbbá nem vitt magával magasságmérőt és órát sem, valamint a GPS-készülékét otthon felejtette.
Az expedíciós csapat időnként együtt, de egyéni tempótól függően időnként külön haladt. Erőss számára elkerülhetetlen volt az egyéni tempó bevezetése, mert a lábprotézise félóránként tisztításra szorult. Az alaptáborba érkezéskor a Lhoce-fal meghódításával várniuk kellett a rossz időjárás miatt. Erőss ekkor értesült arról, hogy felesége terhessége veszélyeztetett lett. A tervek szerint május 21. ígérkezett ideális időpontnak a csúcs eléréséhez, így a táborból 18-án indultak el. Párokban kezdtek neki a mászásnak, Erőss társa a csúcstámadásban Horváth Tibor lett. A hármas tábor 7100 méteren helyezkedett el, a csúcstámadó utolsó tábor pedig 7850 méteren. A sátorállítást nehezítette, hogy ugyanabban az időben egy népes spanyol csapat is elindult. Erőss a stílusához híven sátor helyett csak egy egyszerű „bivakponyvát” használt. Nehézséget okozott, hogy Horváth Tibor se sátrat, se hálózsákot nem hozott magával, így Erőss ponyvája alatt vészelte át az éjszakát. Mivel Erőssnek nem volt ébresztőórája, így késve keltek és indultak el Horváth Tiborral a csúcs megmászására. Erőss a lámpáját is a táborhelyen hagyta. Nem sokkal később társuk, Mécs László kénytelen volt kimerültség miatt feladni a mászást. Mivel Erőssnek nem volt magasságmérője és órája sem, folyamatosan nehézséget okozott, hogy helyzetét meghatározza. Az expedíciós tagok közötti kommunikáció is akadozott, mert a kapcsolattartást szolgáló egyik rádiót nem találták. Erőss a csúcs elérése előtt a jégcsákányát is hátrahagyta, hogy terheit könnyítse. A csúcsot végül délután fél négy körül érte el (egy serpától tudta meg az időt), ami nagyon későnek számított. Visszafele már nem találta jégcsákányát, és miután ereszkedés közben besötétedett, a lámpa hiánya is veszélyessé tette a visszautat. Végül mégis sikeresen visszajutott a táborba, miután a sötétben meglátta a sátorozók által használt lámpákat.

### Az utolsó expedíció
2013. május 20-án Kiss Péterrel együtt elérte a Kancsendzönga csúcsát, azonban a feljutás túl sok időt (közel 24 órát) és energiát vett igénybe, és a két hegymászó nem tudott visszaereszkedni a 4. táborba. A csúcs közelében, komoly védőfelszerelés nélkül eltöltött két nap után – az expedíció vezetője és több más hegymászó egybehangzó állítása szerint – már bizonyosnak volt tekinthető, hogy a két hegymászó nincs életben. Végül május 22-én az expedíció vezetése – sikertelen keresést követően – eltűntnek nyilvánította őket.
Kiss Péter kicsúszott, holttestét május 21-én a kora reggeli órákban látták és le is fényképezték a 4-es tábor közelében. Erőss Zsolt holttestét 2014 tavaszán látták a rámpán kb. 8100 m-en, és igazolták az azonosságát.

## Eredményei
Erőss mászási stílusára jellemző volt, hogy lehetőség szerint kerülte a fejlett hegymászóeszközök használatát és az ún. „tiszta stílust” gyakorolta.
Erőss Zsolt a 14 nyolcezres közül tízet mászott meg:
- 1999 – Nanga Parbat (8126 m)
- 2002 – Csomolungma (8848 m, oxigénnel)
- 2003 – Gasherbrum II (8035 m)
- 2006 – Dhaulagiri (8167 m)
- 2007 – Gasherbrum I (8068 m)
- 2007 – Broad Peak (8047 m)
- 2008 – Makalu (8463 m)
- 2009 – Manaszlu (8163 m)
- 2011 – Lhoce (8516 m) – műlábbal
- 2013 – Kancsendzönga (8586 m) – műlábbal

## Magánélete
Felesége Sterczer Hilda hegymászó, falmászó, a Hópárduc Alapítvány vezetője, mentora, két nyolcezer méternél magasabb himalájai csúcs megmászója, tanító, mentálhigiénés szakember, előadó. Két gyermekük született, Gerda és Csoma.

## Emlékezete
2013. szeptember 15-én kopjafát állítottak az emlékére Pilisvörösvár református templomának kertjében, arra emlékeztetve, hogy tíz éven keresztül volt a város lakója. A kopjafán, melyet – a család szándéka szerint – egy székely fafaragó (Török Csaba) faragott hargitai fából, az „Ott nyugszom, ahová mindig vágytam” felirat olvasható, emellett a két oldallapján, egy-egy réztáblán ott szerepel Szilágyi Ákos amerikai magyar költő egy ünnepélyesebb, valamint Fogarasy Attila helyi újságíró-tanár egy tréfásabb verse is, amelyeket a szerzők a hegymászó köszöntése alkalmából írtak. A kopjafát Erőss Zsolt unokatestvérei leplezték le a Czeglédi Gizella által szervezett avatási ünnepségen; a hegymászók nevében Mécs László, a tisztelők nevében Tolcsvay Béla búcsúzott Erőss Zsolttól.
Csíkszeredában a 2013-ban átadott új városi sportcsarnok az ő nevét viseli.  
Gyergyószentmiklóson mellszobra áll a Salamon Ernő Líceum előtt, ahol középiskoláit végezte és le is érettségizett.
2014. január 6-án a 4bakancs.com hegymászó szakportál Az év hegymászója internetes szavazásán posztumusz életműdíjat kapott.
2015 júniusában emléktáblát avattak Erőss Zsolt tiszteletére Orotván, ahol az iskoláit kezdte.

## Írásai
- A Békás-szorostól a Mount Everestig, Erőss Zsolt fotóalbuma, Budapest, 2002 ISBN 9638627565
- Földes András: Erőss Zsolt, a Mount Everest első magyar megmászójának története, Jaffa Kiadó, Budapest, 2002 ISBN 9638627557
- Makalu-expedíció 2008, Erdélyi Gyopár, 2008/6., 11-14. oldal
- Földes András: Erőss Zsolt, a Himalájánál magasabbra, Libri kiadó Budapest, 2012 ISBN 9789633101421